# Cordia decandra
Cordia decandra är en strävbladig växtart som beskrevs av William Jackson Hooker och Arn.. Cordia decandra ingår i släktet Cordia, och familjen strävbladiga växter. Inga underarter finns listade i Catalogue of Life.

## Bildgalleri

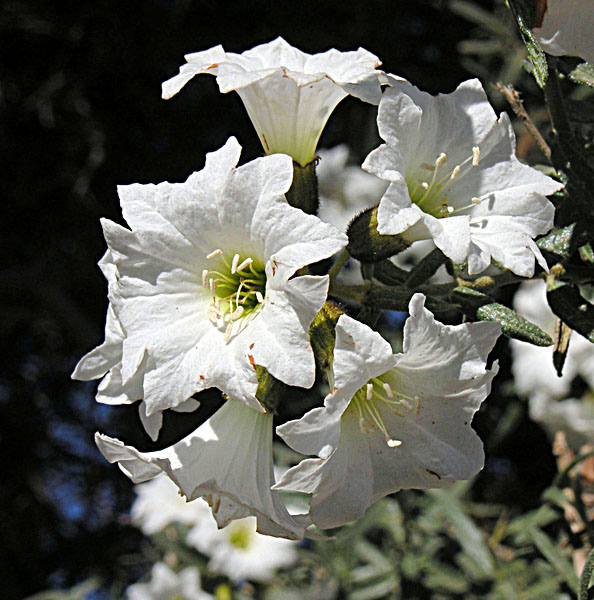